# St. Johannis (Magdala)

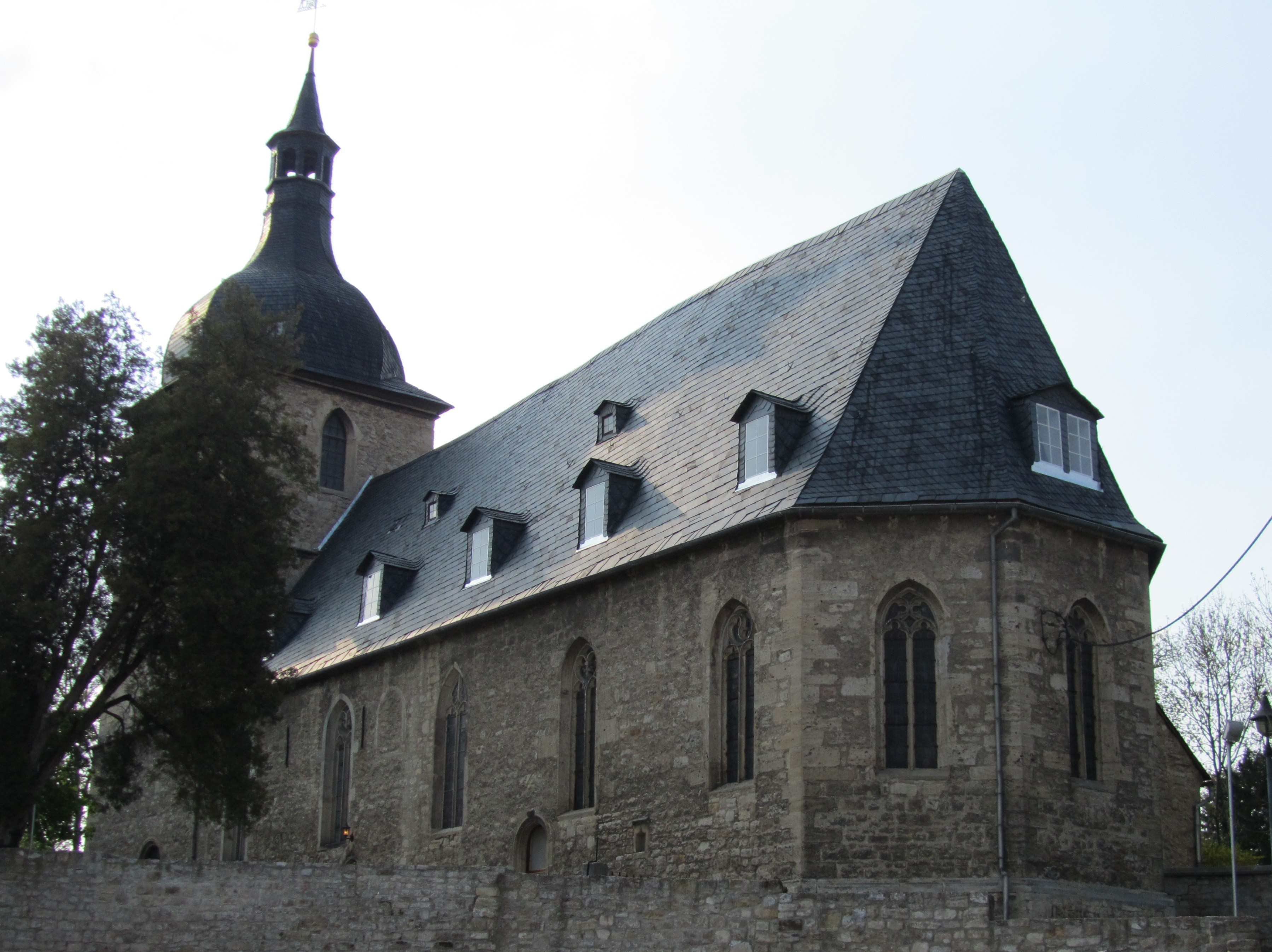
Die Stadtkirche

Die evangelische Stadtkirche St. Johannis steht in der Stadt Magdala im Landkreis Weimarer Land in Thüringen. Sie gehört zum Kirchspiel Magdala/Bucha im Kirchenkreis Jena der Evangelischen Kirche in Mitteldeutschland.

## Geschichte
Die Neugründung befand sich in der Nähe der Altsiedlung von Magdala. Heute befindet sich dort der wüste Flurteil Altstadt. Es fällt nach wie vor auf, dass die Entfernung Kirche zum Rathaus unerklärbar ist. Die Kirche muss demnach ihren Ursprung in der letzten Zügen der Erstbesiedlung gehabt haben, meint der Chronist. Welches die ältesten Teile der Kirche sind, bleibt eher rätselhaft. Folgende Hinweise gibt es:
- In der Südseite der Kirche befinden sich Rundportale, die auf einen romanischen Vorgängerbau schließen lassen. Das westliche der Südportale wurde 1546 errichtet. Viele Fugen in der Grundmauer weisen mit Schiefer im Bindemittel auf eine der ältesten Verbundtechniken hin.
- Der mächtige Westturm war demnach wohl, nach seinen Grundmauern zu urteilen, ein burgenähnlicher Wachturm zum Schutz und zur Kontrolle des Ortes, der Wege und der Umgegend. Der Schutzname St. Johannes Baptista weist auf eine Urpfarrei mit Tauf- und Begräbnisrecht hin. Unter der Sakristei befindet sich eine Gruft, auch Karner oder Beinhaus genannt.
- An der Nordseite des Gotteshauses befindet sich das eingemauerte Relief eines Gesichts, das dem des Schutzpatrons Johannes der Täufer ähnelt.

## Kirchengebäude
Die große Saalkirche mit Westturm ist im Kern aus dem 14. Jahrhundert. Verheerende Zerstörungen im Sächsischen Bruderkrieg geben Rätsel um das Alter der Kirche auf.

### Chor
Von 1513 bis 1516 erfolgte laut einer Inschrift an der äußeren Südostecke des Gebäudes der dreiseitige Chorbau an einem ruinösen älteren Teil, der entweder zugleich oder später ergänzt worden sein muss. Die Inschrift besagt: Im Jahre des Herrn 1516 wurde dieser Chor zu Ehren Johannes des Täufers erbaut. Sie ist das früheste sichere Zeugnis über die Geschichte der Kirche. Sämtliche alten Urkunden und Mönchsschriften sind im Dreißigjährigen Krieg 1630 mit der Pfarrei verbrannt.

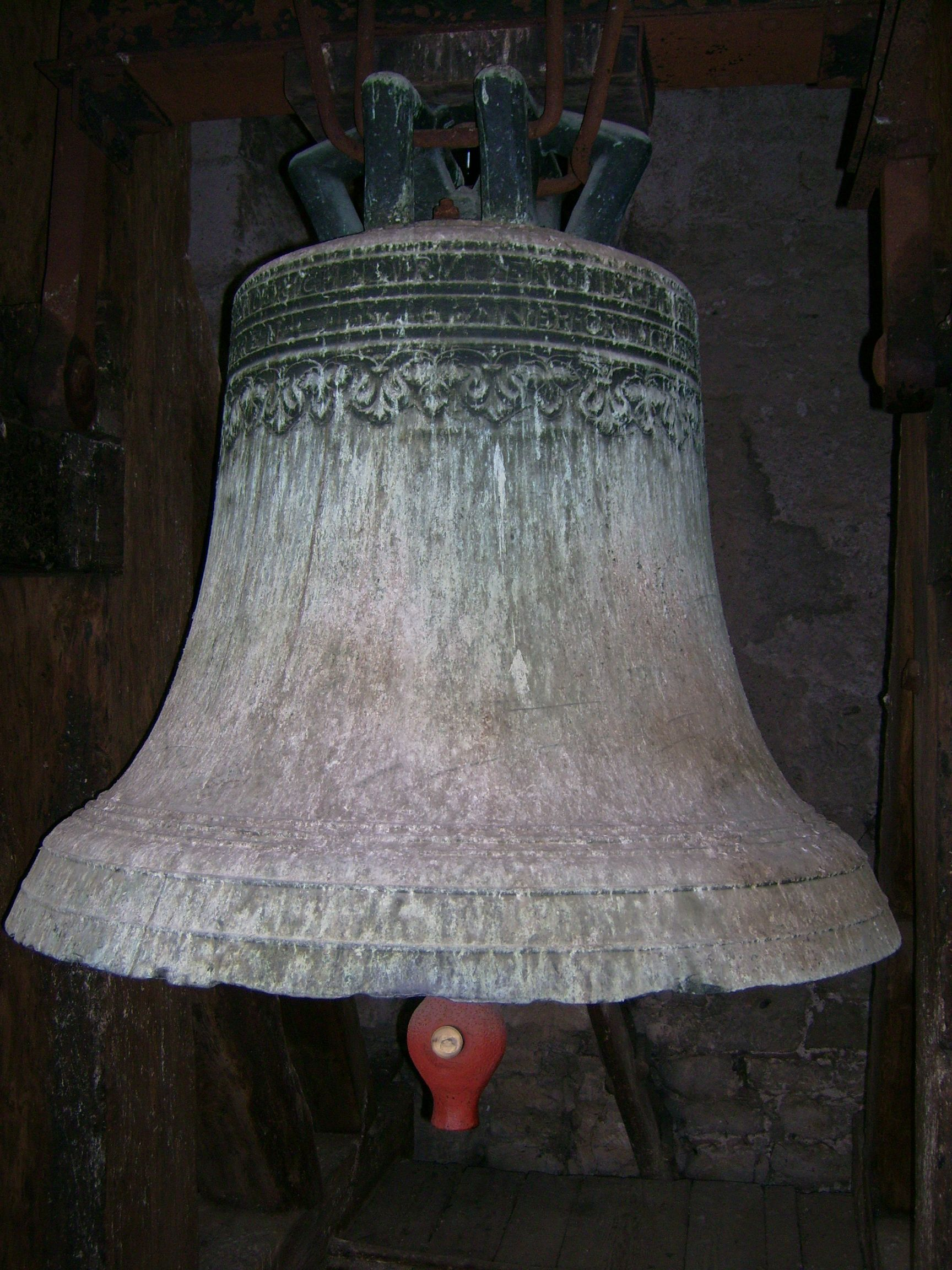
Die Kucher-Glocke

### Turm
1610–1613 bekam der heutige Turm seine Schweifhaube. Die Turmfahne trägt heute noch die Jahreszahl 1610. Der Turm beherbergt drei Glocken, wovon zwei als Gussstahlglocken der Firma Schilling & Lattermann (Apolda & Morgenröthe) die im Ersten Weltkrieg geopferte 1580 von Eckhard[t] Kucher (Erfurt) gegossene sowie die 1716 von Johann Ros[a]e (Volkstedt) gegossene Bronzeglocke ersetzen. Die dritte Glocke ist aber auch die älteste: sie wurde 1567 in Erfurt von Eckhard[t] Kucher (Erfurt) aus Bronze gegossen, was auch auf ihrer Schulter zu lesen ist. /ECKHART  KVECHGEN GOS MICH/ GEN MA[G]DEL GEHOER ICH/ZV  RVFFEN DIE CHRISTEN//ZV HOFFE DAS SE LEREN DEN WECK DES HEREN/ 1567 IN  ERFORT GOSSEN/. Auch sie musste im Zweiten Weltkrieg nach Hamburg abgeliefert werden. Als 11-23-150 C konnte sie am 6.11.50 zurückkehren.

### Kirchensaal, Altarraum
Der Kirchensaal mit Holztonnengewölbe und zweigeschossigen Emporen, beeindruckt durch den barocken Kanzelaltar mit seitlichen Figuren, wurde 1739–1741 fertiggestellt. Links oben steht die Figur des Patrons der Kirche, Johannes der Täufer; auf der rechten Seite sieht man den gehörnten Mose mit den Gesetzestafeln in der Linken. Die Kirchenchronik berichtet, dass 62 Bäume zur Kanzel, Kanzeltreppe, Beichtstuhl verwendet worden sind. Die Ausmalung der Kanzel erfolgte im Jahre 1763. Diese Bemalung wurde bei der letzten Kirchenrenovierung im Jahre 1983 weitgehend beachtet, wobei z. B. die „Weihekreuze“ wieder sichtbar gemacht wurden.
An der Wand des Altarraums sind zwei Wappen mit Gedenktafeln angebracht, die an den früheren Rittergutsbesitzer Paul Klein von Gleen erinnern, der 1686 verstorben und mit seiner Frau in der Kirche bestattet wurde. An der rechten Chorwand steht ein Epitaph, das um 1610 ein Bürgermeister des Ortes zur Erinnerung an seine verstorbene Frau gestiftet hat. Links vom Altar ist auf einem Ölgemälde aus der Cranach-Schule der frühere Edelhofbesitzer und Kirchenpatron Valten von Harras abgebildet.
In der nördlichen Chorwand befindet sich eine Spitzbogentür, die zum ältesten Teil der Kirche führt, einem Raum mit Kreuzgratgewölbe in hochgotischem Baustil, der wohl aus dem 13. Jahrhundert stammt und als Taufkapelle und Sakristei diente. Hier befindet sich heute (2014) eine kleine Ausstellung über die Kirchengeschichte von Göttern, Maina, Ottstedt und Magdala. Eine Urkunde von 1611 berichtet vom damaligen Turmbau.

### Kirchenfenster
Die spätgotischen Kirchenfenster im Altarraum mit ihrem schönen Maßwerk sind Zeugnisse besonderer Steinmetzkunst. Das rechte Fenster zeigt die Evangelisten St. Lukas und St. Johannes, das linke St. Matthäus und St. Markus.
Nach 1741 wurde die Innenausstattung erst wieder 1902–1910 erneuert. Hierbei waren Orgel und große Teile des Fischblasenmaßwerkes der Fenster und Bleiglasfenster. Diese wurden neu gestaltet und auch ergänzt.
1983 wurden zuletzt der gesamte Innenraum, Chor und die Altarwestwand restauriert. Derzeit besteht ein schlechter Bauzustand.
Der Bauförderverein widmet sich der Denkmalerhaltung.

### Orgel

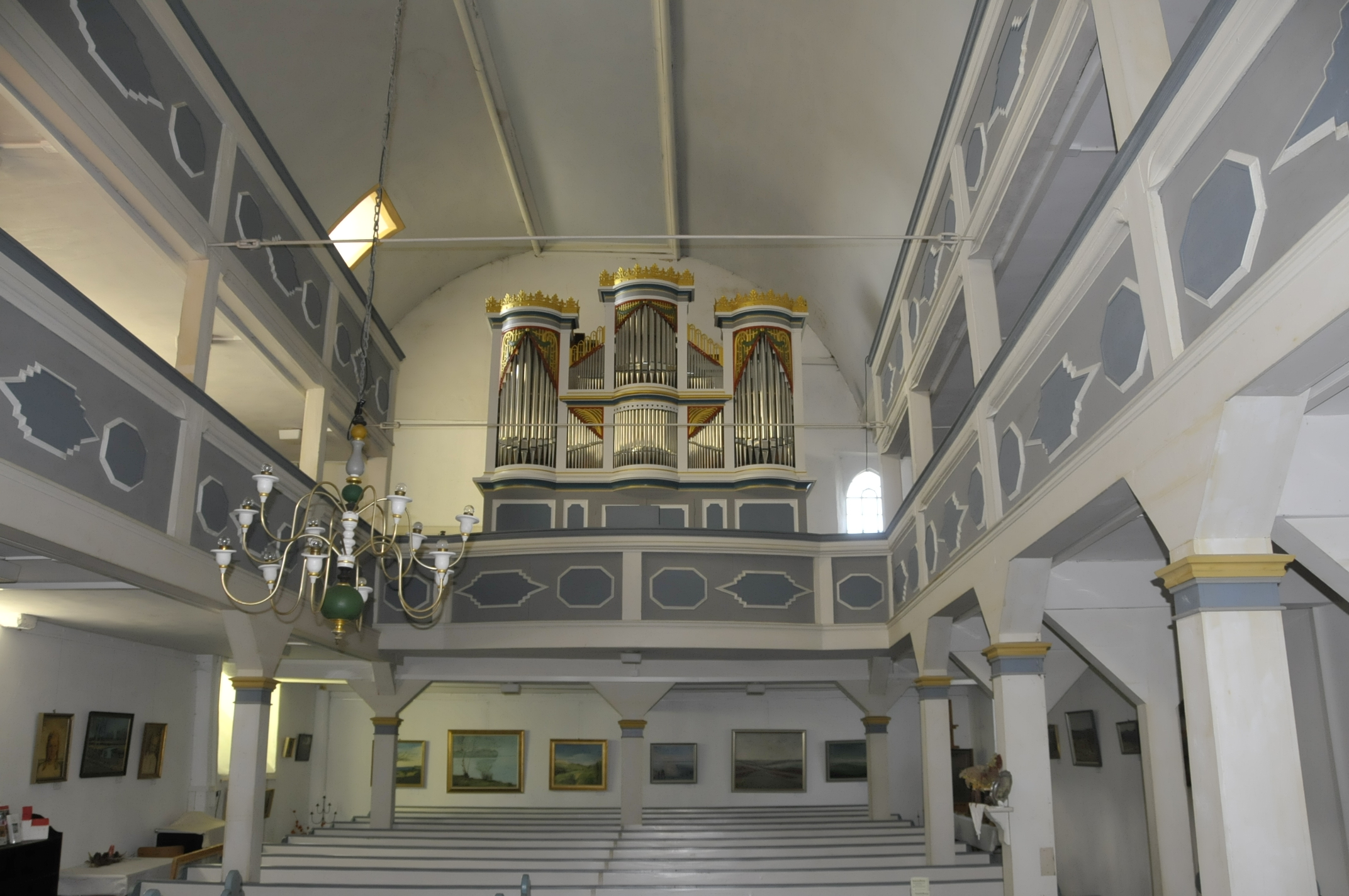
Blick zur Doppelempore und zur Poppe-Orgel auf der unteren Empore

Die Orgel von Johann August Poppe aus dem Jahr 1830 ist die dritte Orgel in der Kirche, die Vorgängerin aus dem Jahr 1664 war völlig unbrauchbar geworden. Die zweimanualige Orgel wurde am 23. November 1830 feierlich eingeweiht. Der Orgelprospekt ist frühromantisch und in zwei äußere Rundtürme und einen größeren mittleren Rundturm gegliedert. Die äußeren enthalten die Prinzipal-8′-Pfeifen des Hauptwerks. Der mittlere enthält im oberen Teil die Prinzipal-4′-Pfeifen des Oberwerks und im unteren Teil 21 stumme Pfeifen. Die geschwungenen Gesimse der drei Türme sind mit getriebenem Blech verziert. Die Orgel hatte ursprünglich 19 Register.
Bereits 1835 wurde die Orgel zum ersten Mal umgebaut. Es wurden ein dritter Balg angebracht und die Windkanäle erweitert. Außerdem änderte man einige Stimmen ab. Durchführender Orgelbauer war Johann Christian Adam Gerhard aus Dorndorf. Eine weitere gründliche Erneuerung fand im Jahre 1902 statt. Die ursprünglich einen Ganzton höher klingende Orgel wurde in Normalstimmung gebracht. Änderungen an den Pfeifen und den Manualen waren dadurch nötig. Im Zuge der letzten größeren Bautätigkeit in der Kirche wurde die Orgel 1910 von der oberen auf die untere Empore umgesetzt. Im Ersten Weltkrieg 1917 mussten die Zinnpfeifen aus dem Orgelprospekt mit zahlreichen anderen Pfeifen aus hochwertigen Legierungen für Kriegszwecke abgegeben werden. Sie wurden 1921 durch Pfeifen aus Zink und Holz ersetzt. Der letzte größere Umbau wurde durch die Orgelbauerwerkstatt Gerhard Kirchner vorgenommen. Während der 1983 durchgeführten Kirchenrenovierung wurde die Orgel erneut überholt und abgestimmt. Norbert Sperschneider, der mittlerweile die Firma von Gerhard Kirchner übernommen hatte, führte danach noch einige kleinere Reparaturen am Windwerk der Orgel durch. Eine vorerst letzte, jedoch im Jahre 2009 noch nicht abgeschlossene Reparatur wurde in den Jahren 1999 bis 2009 vorgenommen. Die Gesamtkosten der Restauration wurden auf 100.000 € veranschlagt.

## Varia
- Am 7. April 2019 übertrug das Kultur-Hörfunkprogramm des Mitteldeutschen Rundfunks, MDR Kultur, den sonntäglichen Gottesdienst der Kirchgemeinde Magdala mit Pastorin Jeannette Lorenz-Büttner als Direktübertragung und machte damit Kirchgemeinde und Ort überregional bekannt.[6]

## Bilder der Kirche

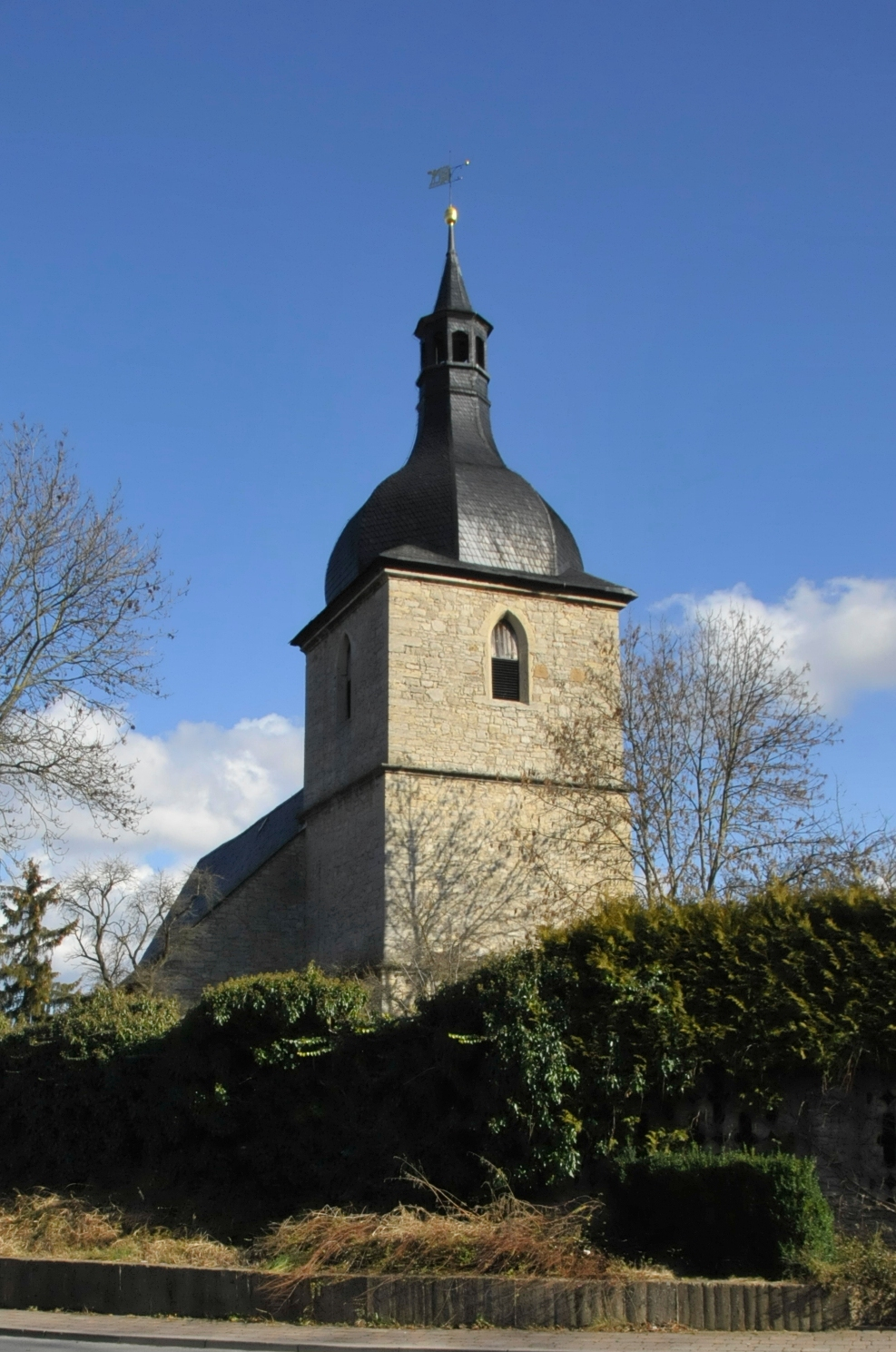
Blick von Westen
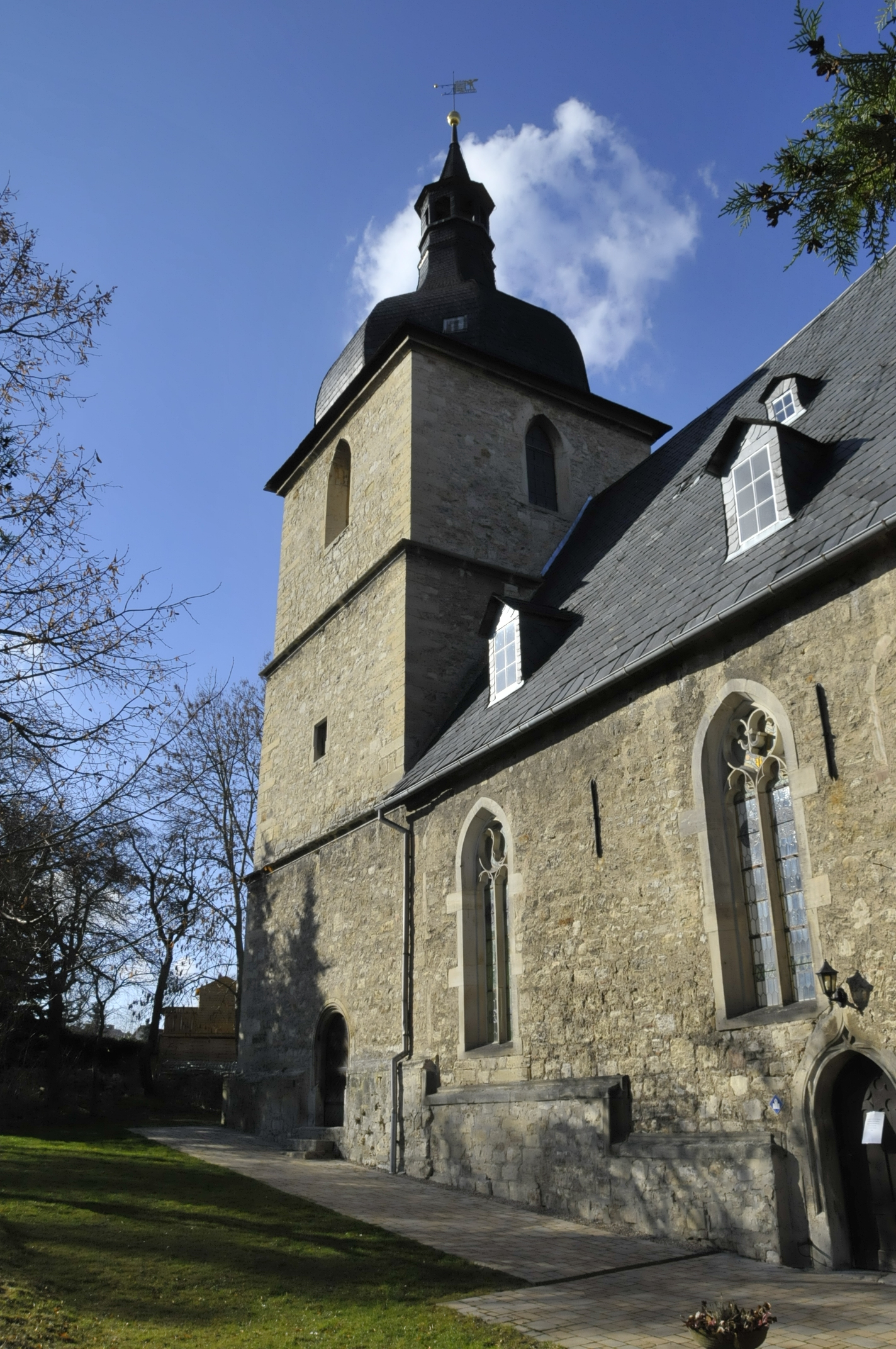
Blick auf den Turm, rechts unten ist der (derzeitige) Haupteingang
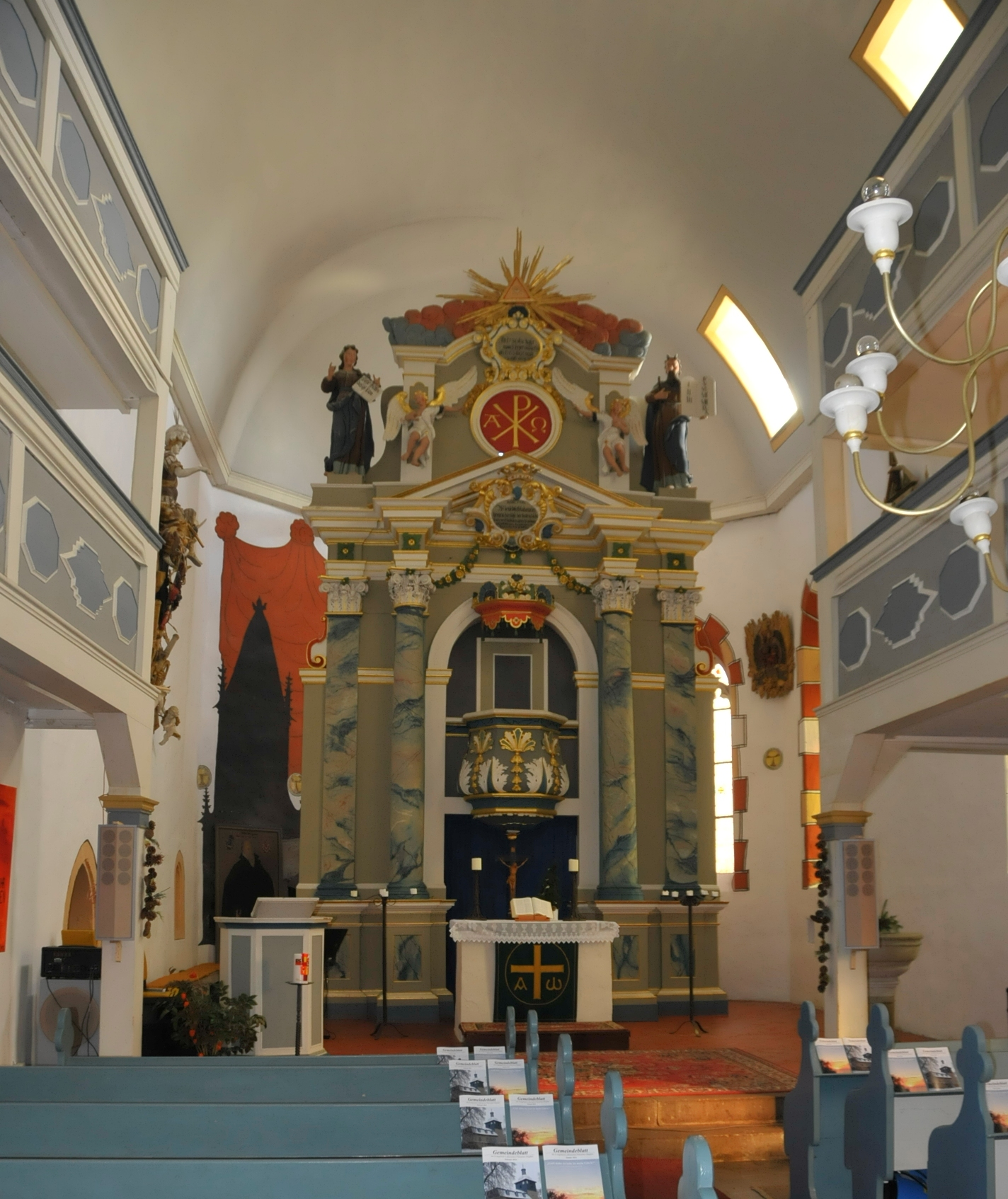
Altarraum, im Hintergrund links an der Wand das Ölgemälde von Valten von Harras
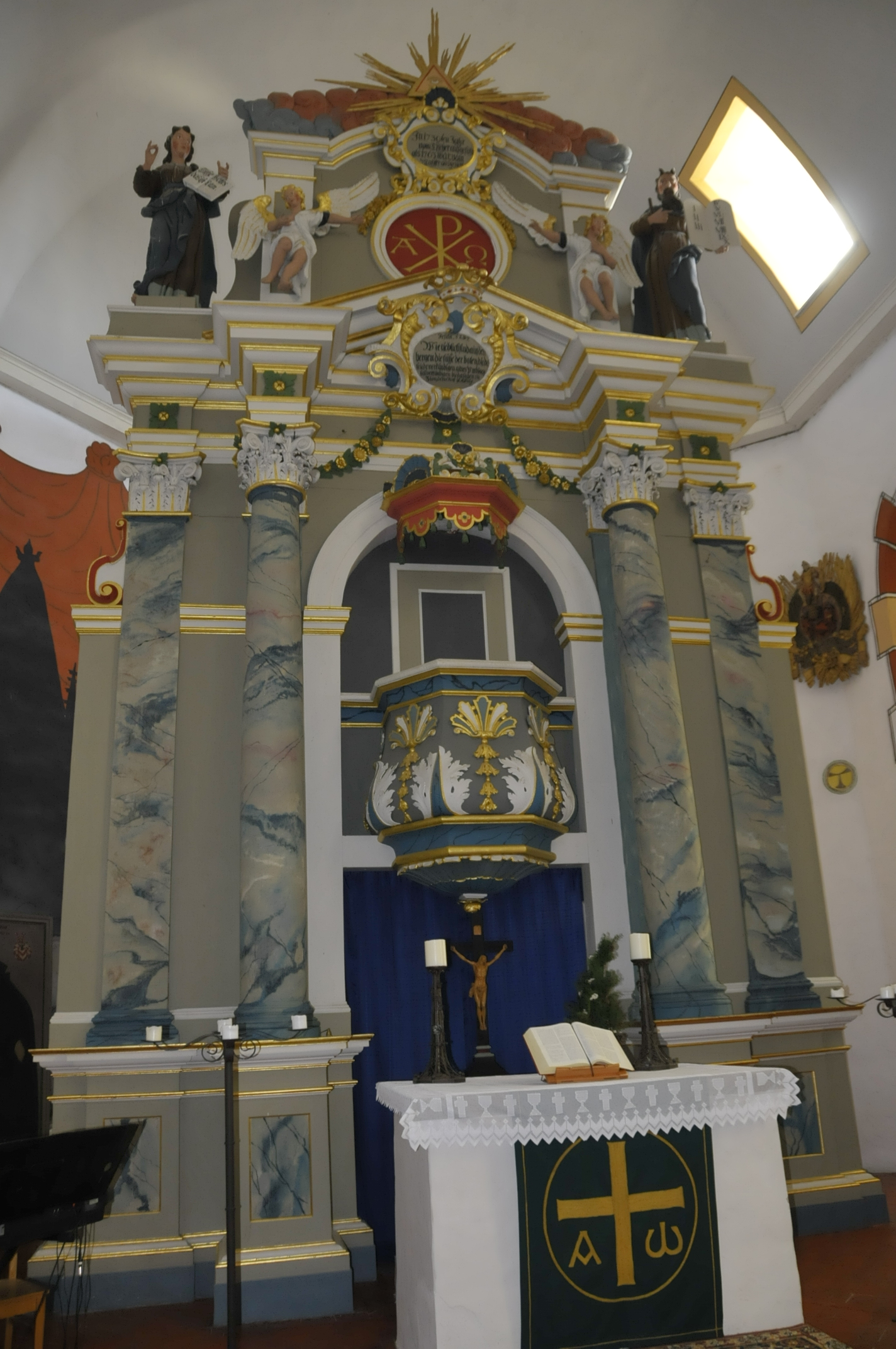
Kanzelaltar
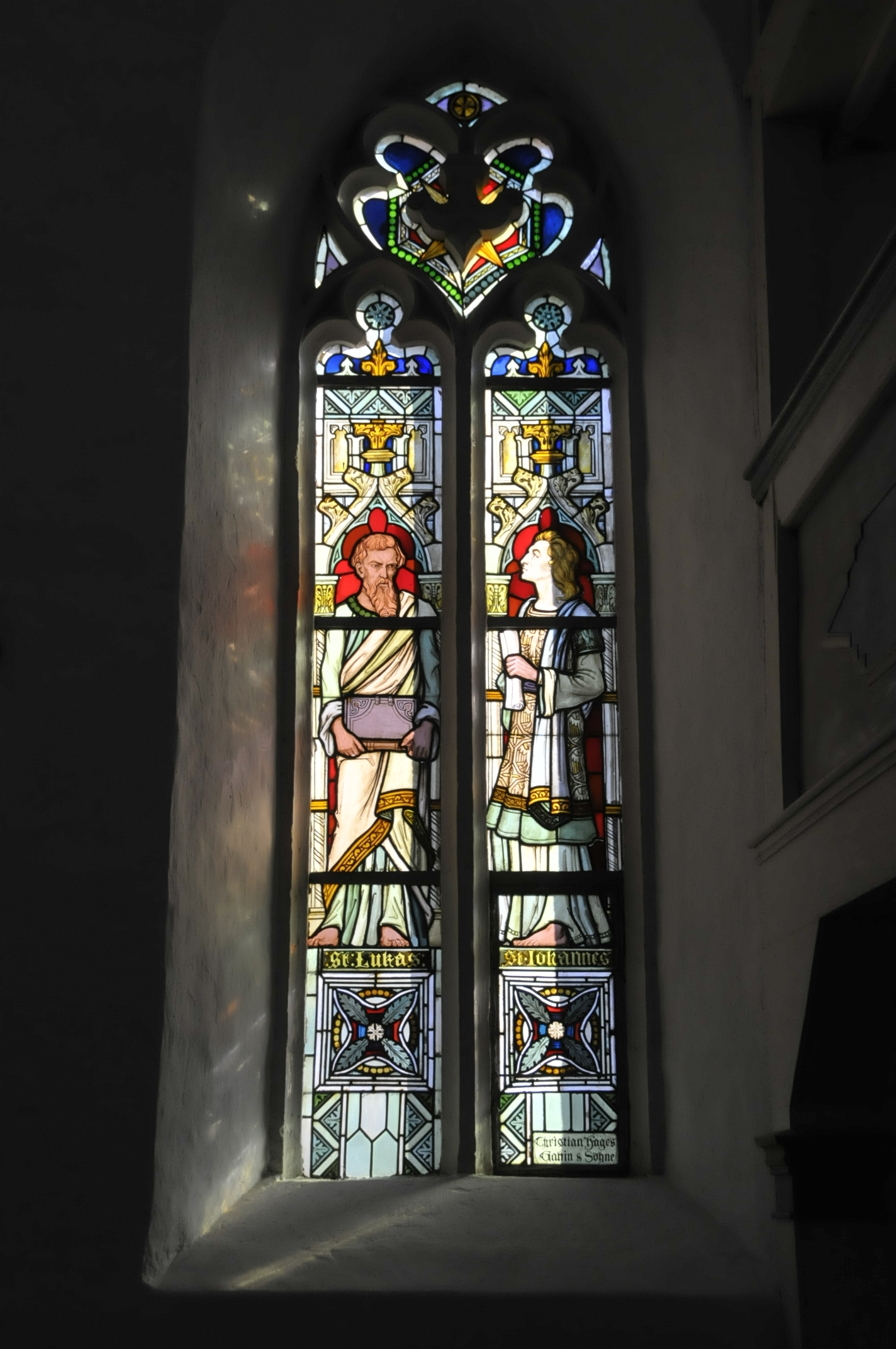
Rechtes Kirchenfenster mit Lukas und Johannes
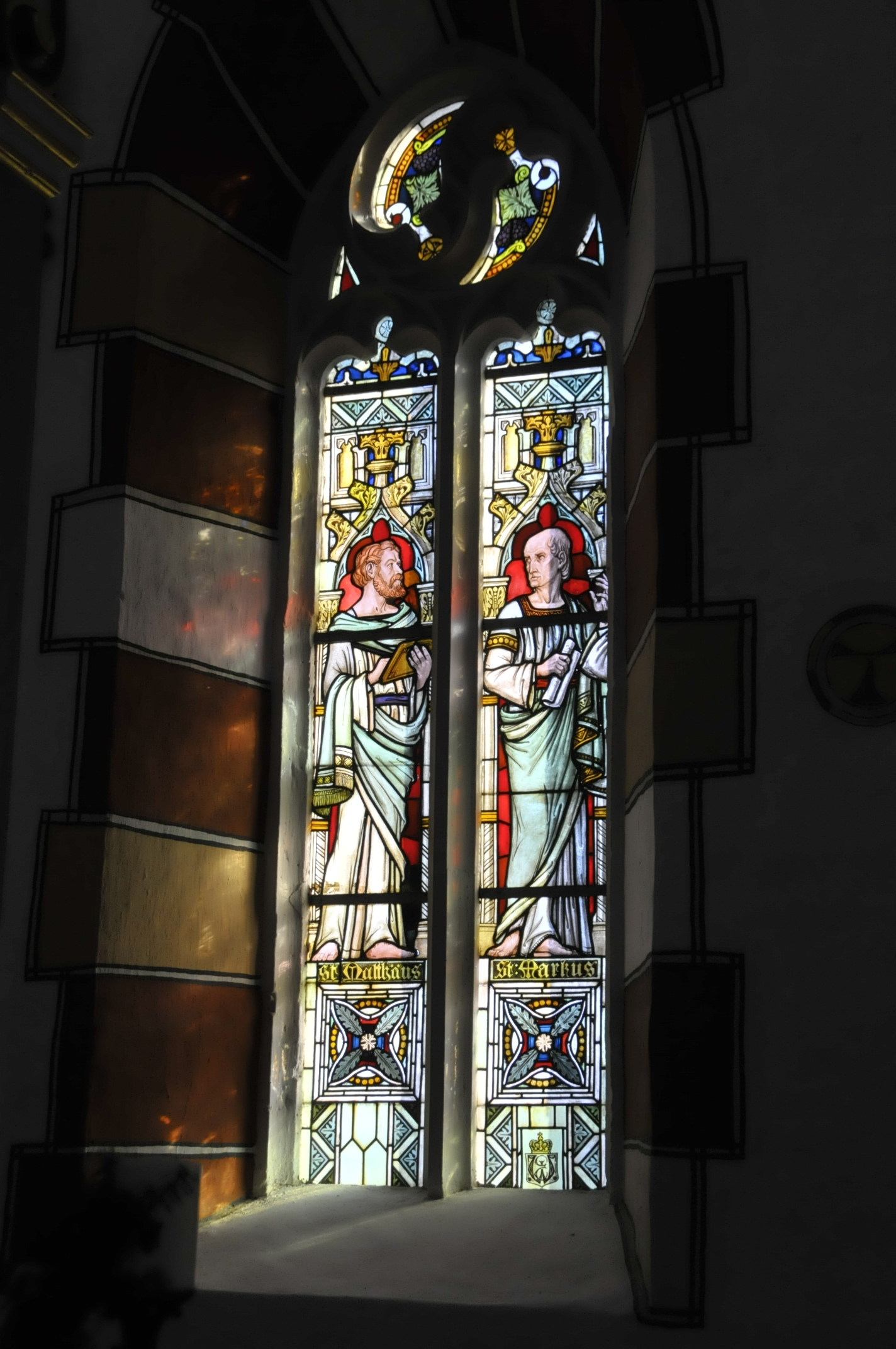
Linkes Kirchenfenster mit Matthäus und Markus
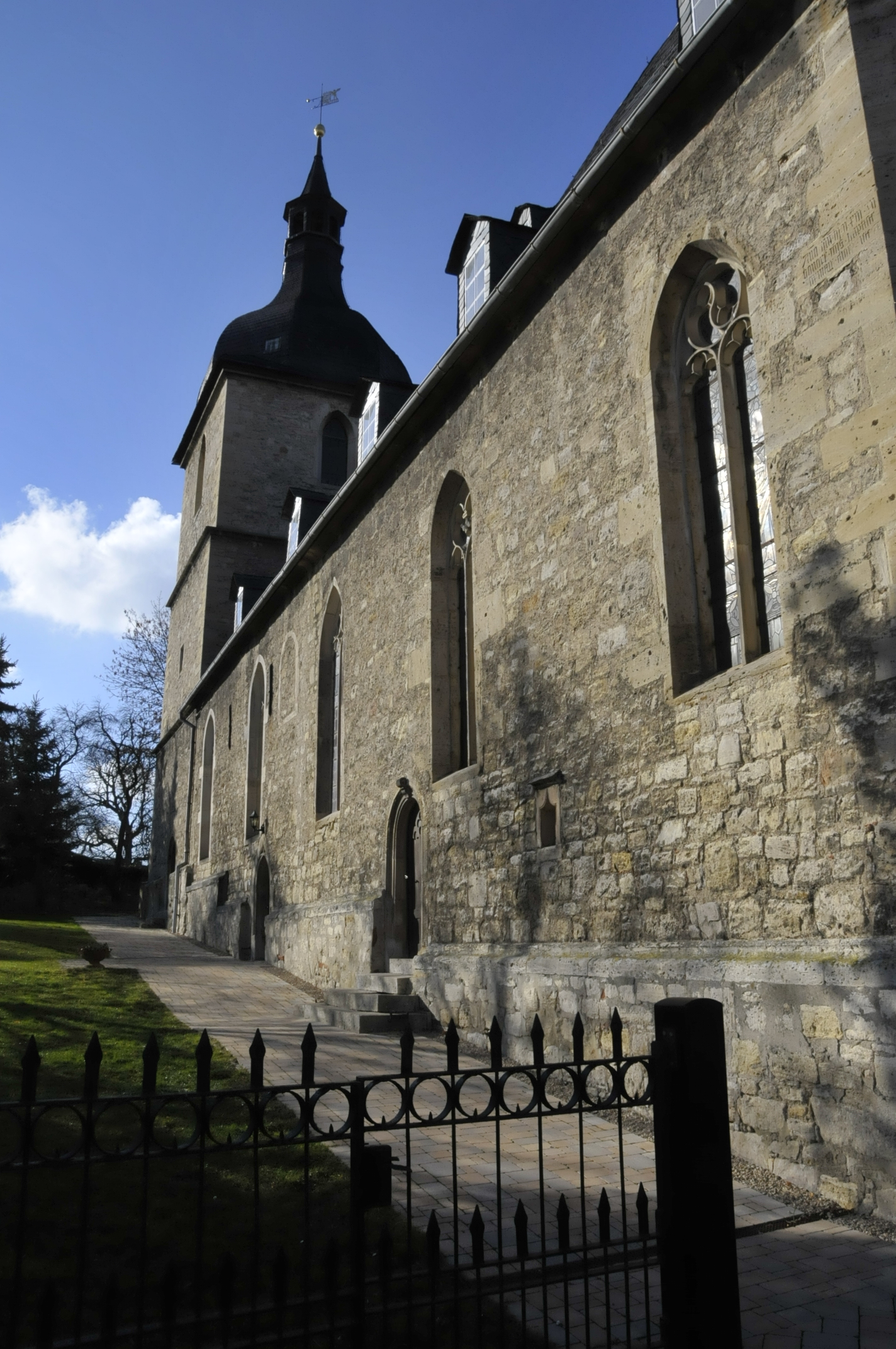
Blick von Südosten, im Vordergrund rechts die beiden beschriebenen Kirchenfenster
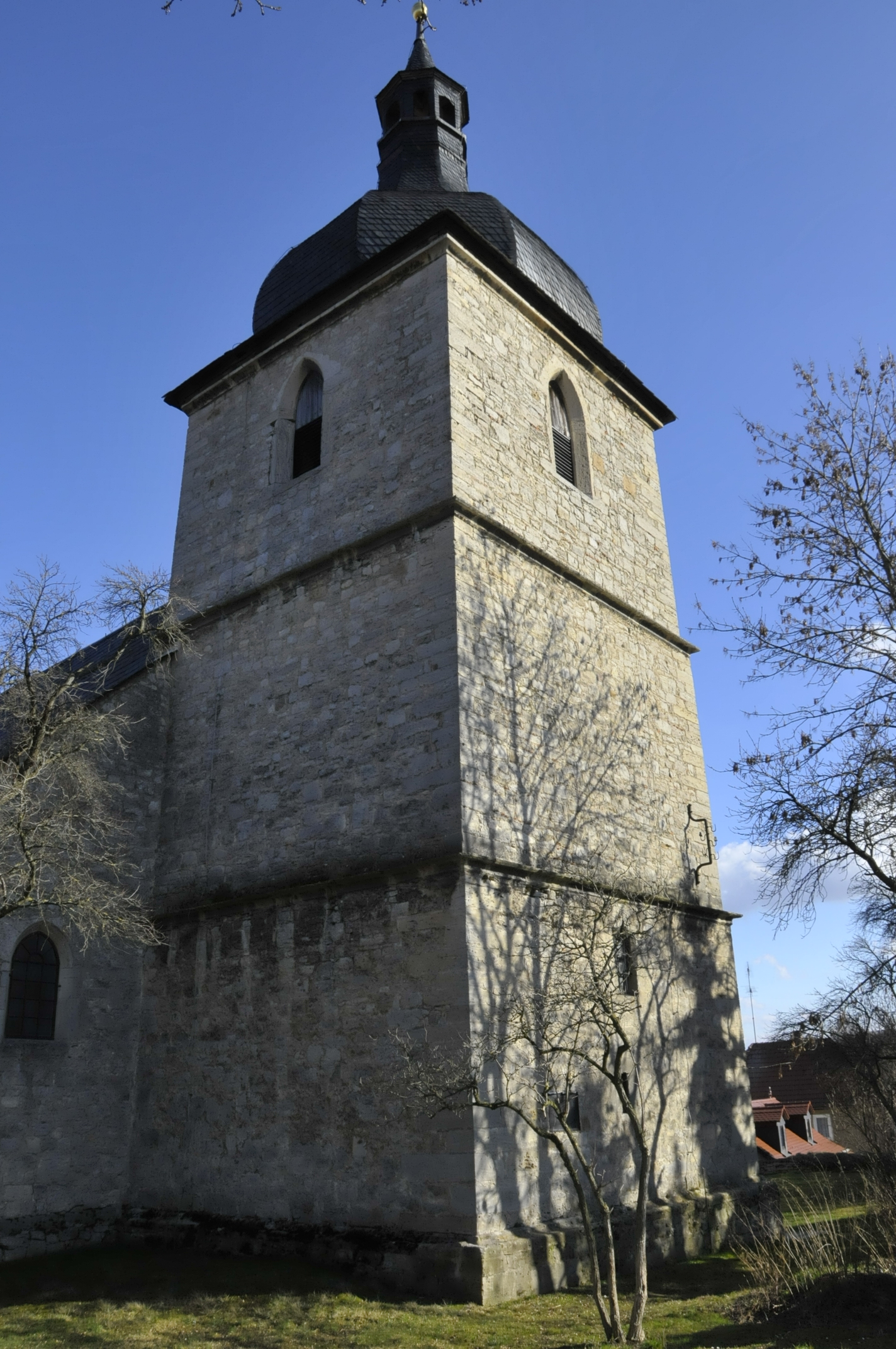
Blick auf den Turm von Nordwesten